# Vrije Autocrossbond

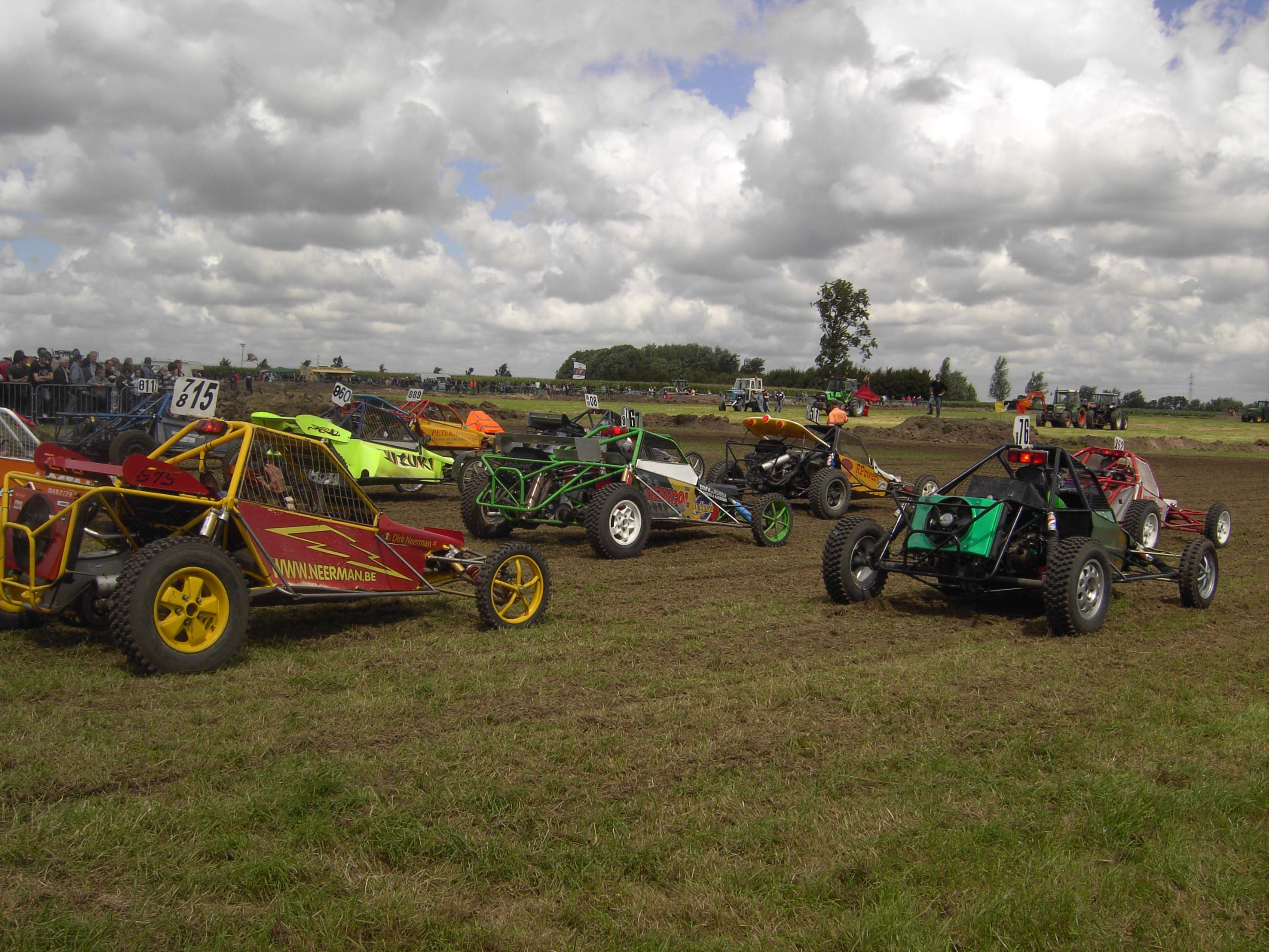
De proto's aan de start.

De Vrije Autocrossbond, of VACB, is een amateursbond die crosswedstrijden voor auto's organiseert. De vereniging, opgericht in 2000, is het meest actief in de Belgische provincies Oost- en West-Vlaanderen.
De bond rekruteert zijn meeste leden bij de personen die werkzaam zijn in de automobielsector zoals garagehouders en automecaniciens.

## Kampioenschap
Over een vierentwintigtal wedstrijden van maart tot oktober wordt het kampioenschap betwist. De meeste deelnemers rijden met afgedankte, omgebouwde en versterkte personenwagens. Enkel de hoogste twee categorieën, de proto's, rijden met speciaal daarvoor gemaakte voertuigen, de topmodellen kosten tussen de €30.000 en €40.000.
De verschillende categorieën zijn: 
- Sportklasse (-1600cc en +1600cc)
- Toerismeklasse (-1600cc en +1600cc)
- Verlaagd gebouwde Kevers (alleen het uiterlijke met andere motor)
- Specials
- Damesreeks
- Prototypes (-1600cc en +1600cc), soms met een motor van een motorfiets.